# 贋作 男はつらいよ
『贋作 男はつらいよ』（がんさく おとこはつらいよ）は、NHK BSプレミアムの「プレミアムドラマ」枠にて2020年1月5日から1月26日まで放送された日本のテレビドラマ。全4回。渥美清主演の人気映画シリーズ『男はつらいよ』を原作に、桂雀々が落語会で扮した寅さんの風貌が似ていたことから山田洋次監督が着想し、設定を現代の大阪に置き換えて“本物の本物による「贋作」”としてリメイクされる。主演は桂雀々で、さくら役を常盤貴子、マドンナ役を松下奈緒と田畑智子が演じる。
NHK BS4Kにて2020年1月1日から1月22日まで水曜日の20時40分から21時29分に先行放送された。

## あらすじ
父との大喧嘩を契機に東大阪市・石切神社参道の実家・甘味処「くるまや」を飛び出してから30年。秋の観光シーズンを迎えた箱根の旅館で高見歌子ら関西からの女性3人組を客室へ案内した車寅次郎は、同じ大阪出身ということで関西の話題で盛り上がって意気投合し、里心が芽生える。
ある日、「くるまや」では法事が執り行われており、奇妙なちん入者があって一同が不審がる中、ちょうど寅次郎が大阪・石切に30年ぶりに帰郷する。

## 登場人物

### 主要人物
車寅次郎
演 - 桂雀々
主人公。東大阪・石切参道の老舗の甘味処「くるまや」の跡取り。
30年ほど前に家を出て音信不通だったが、父の三十三回忌にふらりと現れる。
諏訪さくら
演 - 常盤貴子
寅次郎の妹。
小学生の時に両親が他界し兄・寅次郎が家を出て音信不通となった後、叔父叔母夫妻に育てられる。「くるまや」で叔父叔母夫婦を手伝い、「くるまや」裏の印刷工場に勤める諏訪博と結ばれ、満男をもうける。
車竜造（おっちゃん）
演 - 綾田俊樹
寅次郎の叔父。甘味処「くるまや」の主人。
寅次郎とさくらの父である兄・平造が死去後、「くるまや」を引き継ぐ。
車つね（おばちゃん）
演 - 松寺千恵美
寅次郎の叔母。
諏訪博
演 - 北山雅康
さくらの夫。満男の父。
タコ社長のもと「くるまや」裏の印刷工場で働く。
諏訪満男
演 - 福丸怜乎
さくらと博夫妻の長男。一人っ子。
桂幸太郎（タコ社長）
演 - 曽我廼家寛太郎
「くるまや」裏の印刷工場の2代目社長。
住職
演 - 笹野高史
法恩寺の住職。

### その他
佳代
演 - 岸本華和
「くるまや」のアルバイト。

### ゲスト
第一回・第二回
高見歌子
演 - 松下奈緒
マドンナ。
OL。小説家の父・修吉と2人で生活する。
高見修吉
演 - 平泉成
歌子の父。小説家。
みどり
演 - 森レイ子
歌子の友人。
仲村マリ
演 - 小出優子
歌子の友人。

第三回・最終回
ぼたん
演 - 田畑智子
京都・祇園の芸者。
池内青観
演 - 田中泯
有名な日本画家。
大雅堂 主人
演 - 渋谷天外
串カツ店 店員
演 - 前田航基

## スタッフ
- 原作 - 山田洋次『男はつらいよ』
- 脚本 - 山田洋次、朝原雄三（共同脚本）
- 演出 - 朝原雄三、石川勝己
- 制作統括 - 内藤愼介、齋藤寛之、髙橋練
- プロデューサー - 岡村紘野
- 制作 - NHKエンタープライズ
- 制作・著作 - NHK、松竹株式会社

## 放送日程
| 放送回 | 放送日       | 放送日  | サブタイトル       | ラテ欄                              | 演出     |
| 放送回 | BSプレミアム | BS4K    | サブタイトル       | ラテ欄                              | 演出     |
| ------ | ------------ | ------- | ------------------ | ----------------------------------- | -------- |
| 第一回 | 1月05日      | 1月01日 | 大阪の寅やん       | 今度の寅さんは、コッテコテの大阪弁! | 朝原雄三 |
| 第二回 | 1月12日      | 1月08日 | 石切慕情           | 今度の寅さんは、コテッコテの大阪弁! | 朝原雄三 |
| 第三回 | 1月19日      | 1月15日 | 寅やん、京都へ行く |                                     | 石川勝己 |
| 最終回 | 1月26日      | 1月21日 | 夕焼けの寅やん     |                                     | 石川勝己 |

## 関連番組
- 山田洋次原作 “贋作男はつらいよ” の魅力に迫る（2019年12月29日 17:30 - 17:58、NHK BSプレミアム / 12月21日 19:00 - 19:28、NHK BS4K）